# Scopula bisinuata
Scopula bisinuata är en fjärilsart som beskrevs av W. Warren 1905. Scopula bisinuata ingår i släktet Scopula och familjen mätare. Inga underarter finns listade.